# 1096

## Esdeveniments
- Pere I d'Aragó conquereix Osca
- Comencen les classes a la famosa universitat d'Oxford
- Primera predicació de les croades a Europa

## Naixements
- Ermengol VI, comte d'Urgell.
- Esteve de Blois, rei d'Anglaterra.